# Amor y amistad
Amor y amistad (en inglés: Love & Friendship) es una película estadounidense de 2016, del género comedia dramática, dirigida por Whit Stillman y protagonizada por Kate Beckinsale.
La película está basada en la novela epistolar Lady Susan de Jane Austen, publicada en 1871.

## Sinopsis
Una joven viuda, Lady Susan Vernon (Kate Beckinsale), visita a su familia política, con la intención de aclarar los rumores acerca de su vida personal y sus escarceos en la alta sociedad. Una vez allí, busca un marido para ella y para su hija Federica, aunque la joven no es muy partidaria del matrimonio. Reginald DeCourcy (Xavier Samuel) se casa con Federica y  Sir James Martin (Tom Bennet) se casa con lady Susan.

## Reparto
- Kate Beckinsale: Lady Susan Vernon
- Chloë Sevigny: Alicia Johnson
- Xavier Samuel: Reginald DeCourcy
- Stephen Fry: Sr. Johnson
- Emma Greenwell: Catherine Vernon
- Morfydd Clark: Frederica Vernon

## Estreno
La película se estrenó en el Festival de Cine de Sundance en enero de 2016. Estrenada en salas el 13 de mayo de 2016, por Roadside Attractions y Amazon Studios, la película recibió aclamación de la crítica y fue un éxito de taquilla en Norteamérica.